# Subic
Subic (Subic ng Zambales) är en kommun i Filippinerna. Kommunen ligger på ön Luzon, och tillhör provinsen Zambales. Folkmängden uppgår till 77 118 invånare.
Subic är indelat i 16 barangayer.